# Kufajr
Kufajr (arab. كفير) – wieś w Syrii, w muhafazie muhafazie Aleppo. W 2004 roku liczyła 213 mieszkańców.